# Rakoniewice
Rakoniewice là một thị trấn thuộc huyện Grodziski, tỉnh Wielkopolskie ở trung-tây Ba Lan. Thị trấn có diện tích 3 km². Đến ngày 1 tháng 1 năm 2011, dân số của thị trấn là 3332 người và mật độ 989 người/km².